# 단테의 배
《단테의 배》(프랑스어: La Braque de Dante) 또는 《지옥의 단테와 베르길리우스》(프랑스어: Dante et Virgile aux enfers)는 1822년 프랑스 화가 외젠 들라크루아의 대표작으로, 서사화의 사조가 신고전주의에서 낭만주의로 전환되었음을 보여주는 작품이다.
단테의 소설 《신곡》의 〈지옥〉 편 제8장에서 등장하는 대목을 묘사한 작품으로, 타오르는 죽음의 도시를 뒷배경으로 납으로 덮인 연기와 안개가 자욱한 가운데, 두려움에 떨고 있는 시인 단테가 고전시인 베르길리우스와 함께 배에 달라붙는 고통받는 영혼을 헤치고 스틱스강을 건너는 모습을 그렸다.
회화적인 면에서 중앙부의 서 있는 인물군과 사전연구된 자세의 주변부 보조인물들을 모두 평면상에 배치되어 있는데, 이는 근 40년간 프랑스 회화를 지배했던 신고전주의의 차분하고 사색적인 원칙을 따른 모습이지만, 그럼에도 하술하다시피 신고전주의 전통에서 벗어난 표현들이 엿보이는 작품이다. 《단테의 배》는 1822년 파리 살롱 출품작으로 제작 공개되었으며 현재 파리의 루브르 박물관에 소장되어 있다.

## 상세

### 소재

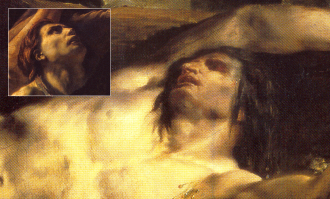
제리코의 《메두사의 뗏목》과의 비교

《단테의 배》는 들라크루아의 야심작으로, 그 구성은 당대 프랑스의 신고전주의 회화에서 벗어나지 않지만 몇가지 주요 측면에서는 크게 벗어난 면이 있다.
뒤쪽으로 피어오르는 연기와 노잡이 플레기아스를 감싸는 옷감의 격렬한 움직임은 세찬 바람이 불고 있음을 나타내고 있으며 그림 속 인물들은 그 바람이 부는 방향대로 서 있다. 단테가 탄 배는 스틱스강의 거센 파도에 오른쪽으로 관람객을 향해 들려 있다. 노잡이는 폭풍 속에서도 안정된 자세를 유지하며 거친 환경에 익숙한 모습이지만, 단테 일행은 훨씬 더 고달픈 목적지로 이동하면서 긴장된 모습이다. 뒷배경의 있는 도시는 거대한 용광로처럼 불타오르고 있으며, 분노와 광기, 절망이 가득한 그림 속 세계에는 도피할 곳도, 안심할 구석도 없어 보인다.

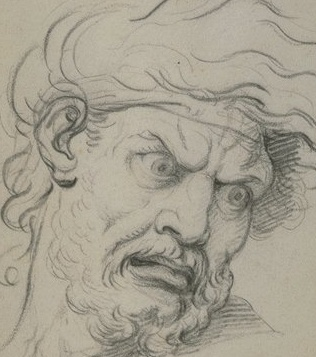
샤를 르브룅의 〈라 콜레르〉 (1668년)

이 그림은 작중 묘사된 개인의 심리상태를 탐구하고 간결하면서도 극적인 대비를 사용하여 각자의 곤경에 대한 다양한 반응을 드러내고 있는 것으로 평가된다. 베르길리우스의 경우 자신을 둘러싼 소란에는 태연한 채 단테의 안위에 신경 쓰는 모습인 반면, 단테는 두려움과 불안에 휩싸여 몸이 기우뚱한 상태로서 뚜렷한 대조를 이루고 있다. 스틱스강의 영혼들은 배에 한사코 매달려 버티려 하거나 완전히 무기력한 상태에 빠져 있다. 단테가 탄 배의 내부는 위아래로 일렁이는 파도의 형태를 띄고 있어, 출렁이는 수면을 반영하는 동시에 위험하고 불안정한 영역으로 만들고 있다. 맨 왼쪽과 오른쪽에 매달려 있는 영혼은 책받침을 닮은 기괴한 자세로 배를 에워싸고 있어   그림 전반으로 하여금 폐소공포증을 불러일으키는 느낌을 더하고 있다.
들라크루아는 그림 속 인물 가운데 가장 잘 그린 두상은 배 뒷편에서 팔뚝을 뻗어 안으로 들어가려는 영혼의 두상이라고 밝혔다. 이 인물의 두상은 샤를 르브룅의 1668년작 두상화 《라 콜레르》 (La Colère)와 1807년 존 플랙스맨의 판화 《단테 알리기에리의 신곡》 (The Divine Poem of Dante Alighieri)에 실린 제11번화 〈The Fiery Sepulchres〉를 모티브로 삼았을 것으로 추정된다.
중앙 인물군의 대담한 색채도 인상적인 요소로 꼽히는데, 단테가 두른 붉은색 두건은 그 뒷편의 불길을 반향하고 있으며, 플레기아스 주변의 파란색 파도와 생생한 대조를 이루고 있다. 작가 샤를 블랑 (Charles Blanc)은 베르길리우스가 목에 두른 흰색 리넨에 대해 "어둠 속에서의 위대한 성찰, 폭풍우 속의 섬광"이라 지적했다. 아돌프 로에브베이마르 (Adolphe Loève-Veimars)도 단테의 머리와 지옥에 떨어진 자들의 색채 대비를 지적하며 "어떤 인상을 받았는가도 모르는 상태로 영혼을 불어넣는다"고 평했다.

### 물방울 표현

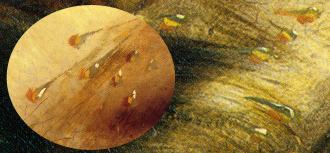
물방울 표현을 확대한 모습

지옥에 떨어진 자들의 몸 위로 흘러내리는 물방울은 흰색, 녹색, 노란색, 빨간색의 4가지 색상을 서로 섞지 않고 구분해서 그려넣어 물방울의 형상을 이루고 있는데, 19세기 이전에는 거의 찾아볼 수 없던 표현으로 평가받고 있다. 여기서 흰색은 빛이 반사되는 강조표현으로, 노란색과 녹색은 물방울 그 자체의 표현으로, 빨간색은 물방울의 그림자로 사용됐다.
들라크루아의 제자이자 10년간 조수로 활동했던 피에르 앙드리외(Pierre Andrieu)는 본 작품의 물방울 표현은 루벤스의 작품 《마르세유에 내리는 마리 드 메디치》에서 드러나는 물방울에서 영감을 받았으며, 이것이 들라크루아가 색채전문가로 나설 수 있는 출발점이 되었다고 증언하고 있다. 미술사학자 리 존슨 (Lee Johnson)은 물방울 표현에 대해 "보통의 시각에서 단색이나 무색으로 보이는 물체를 순수한 색소로 나누는 (들라크루아의) 해부원리는 나중에 가서 상당한 의의를 지니게 되었다"고 해설하고 있다.

## 역사

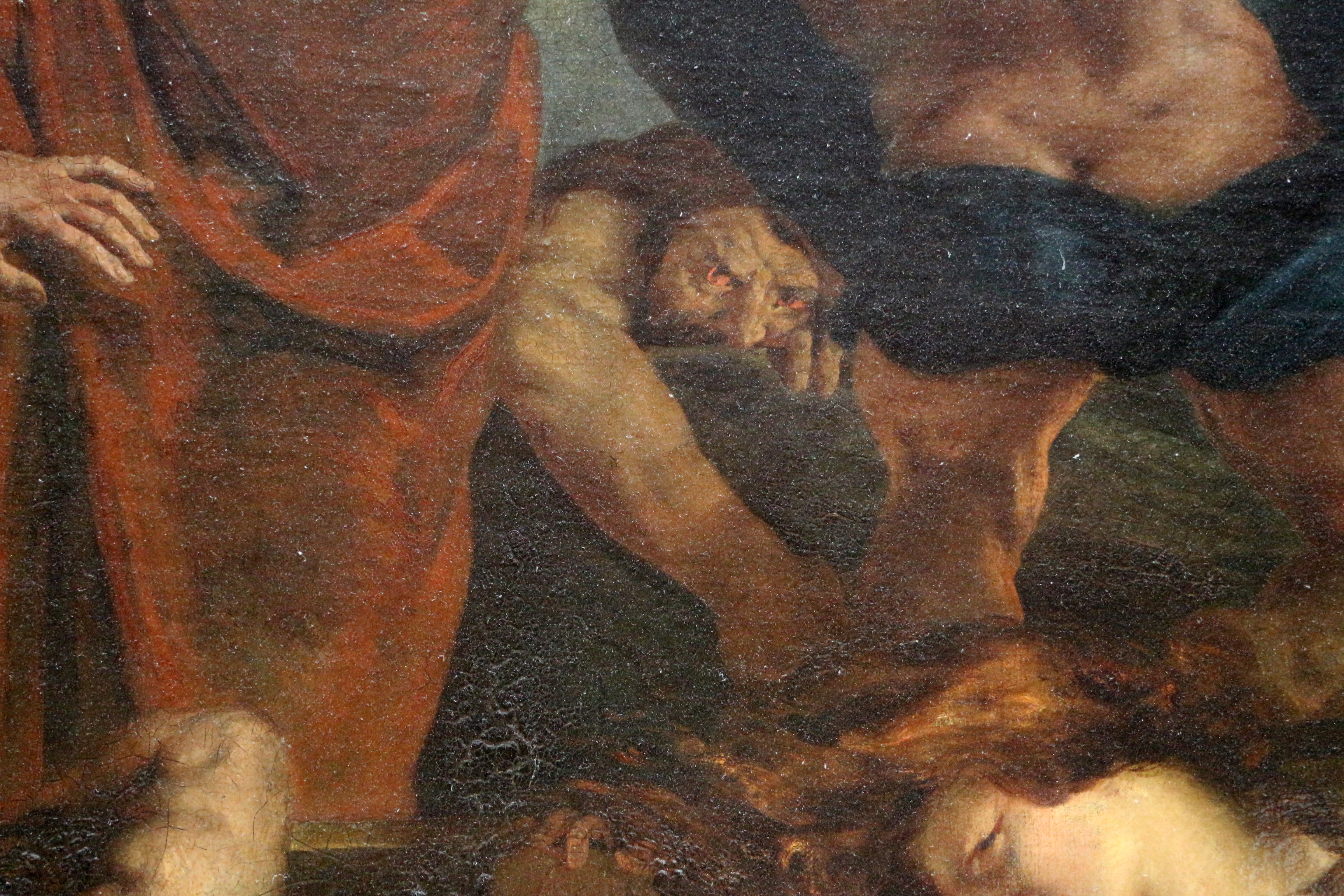
배에 올라탄 영혼의 머리

1821년 들라크루아는 여동생 앙리에트 드 베르니나크 부인에게 보낸 편지에서 이듬해 파리 살롱에 그림 하나를 내서 조금이라도 인정받고 싶다는 소망을 밝혔다. 1822년 4월 친구 샤를 술리에 (Charles Soulier)에게 보낸 편지에서도 똑같은 소망을 밝히면서 그것을 위해 2달 반 동안 쉬지 않고 열심히 작업했다고 밝혔다. 1822년 4월 24일 파리 살롱 개막전 당시 들라크루아의 작품은 《플레기아스의 배로 지옥도시 디테의 성벽 주변 호수를 건너는 단테와 비르질리우스》 (Dante et Virgile conduits par Phlégias, traversent le lac qui entoure les murailles de la ville infernale de Dité)라는 제목으로 소개되었다. 들라크루아는 이 그림을 출품기한에 맞춰 완성하느라 상당히 고생한 바람에 몸져 눕게 되었고 결국 휴식기를 가져야 했다는 후문이다.
당시 파리 살롱의 평론가들은 《단테의 배》에 대해 엇갈린 반응을 보였다. 살롱의 심사위원 중 한 명이었던 에티엔장 델레클뤼즈는 이 작품이 "물감 떡칠 그 자체" (une vraie tartouillade)라면서 혹평했지만, 또 다른 심사위원인 앙투안장 그로는 "천벌 받은 루벤스"라며 높이 평가했다. 《르 미루아》 (Le Miroir)의 익명 평론가는 들라크루아가 뛰어난 색채전문가가 될 것으로 기대했으며, 변호사 아돌프 티에르도 자유주의 정기간행물 《르 콩스티튀시오넬》 (Le Constitutionnel)에서 본작에 대해 극찬을 아끼지 않았다.
1822년 여름 프랑스 정부가 2000프랑에 매입하여 뤽상부르 박물관으로 이전하였다. 들라크루아는 판매 소식에 기뻐했지만 가까이서 그림을 관람하면 작품의 명성이 떨어지지 않을까 두려워했다. 그로부터 2년여 뒤 《히오스섬의 학살》을 작업중인 상태에서 자신의 작품과 다시 마주한 들라크루아는 그림 속의 결함을 지적, 본인에게는 즐거움을 한껏 남겼지만 활력은 부족했던 작품이라고 자평했다. 1863년 들라크루아가 사망한 지 11년이 지난 1874년, 《단테의 배》는 루브르 박물관으로 이전되어 현재까지 그곳에 소장되어 있다.

## 같이 보기
- 《메두사호의 뗏목》
- 《지옥의 단테와 베르길리우스》 - 윌리암 아돌프 부그로 작품
- 《단테의 배》 - 에두아르 마네의 모작